# 美濃加茂市立蜂屋小学校
美濃加茂市立蜂屋小学校（みのかもしりつはちやしょうがっこう）は岐阜県美濃加茂市にある公立小学校。

## 通学区域
- 通学区域は蜂屋町上蜂屋の一部、蜂屋町中蜂屋の一部、蜂屋町下蜂屋、蜂屋町伊瀬、蜂屋町下蜂屋伊瀬入会、蜂屋町矢田、中部台5-9丁目 蜂屋台1・2丁目、あじさいヶ丘1-3丁目、山崎町である。公立中学校の進学先は美濃加茂市立西中学校及び美濃加茂市富加町中学校組合立双葉中学校である[1]。

## 沿革
- 1873年（明治6年）8月 - 性研義校が設立。
- 1888年（明治21年）6月 - 蜂屋尋常小学校に改称。
- 1941年（昭和16年）4月 - 蜂屋国民学校に改称。
- 1947年（昭和22年）4月 - 蜂屋村立蜂屋小学校に改称。
- 1954年（昭和29年）4月 - 美濃加茂市立蜂屋小学校に改称[2]。

## 周辺
- 美濃加茂蜂屋郵便局
- 瑞林寺
- 神明神社
- JAめぐみの蜂屋
- 岐阜県警察加茂警察署蜂屋交番
- 国道418号
- 岐阜県道63号美濃加茂和良線
- 東海環状自動車道美濃加茂インターチェンジ

## アクセス
- 国道418号上蜂屋交差点より約5分。